# ریکاردو گارونه (بازیگر)
ریکاردو گارونه (ایتالیایی: Riccardo Garrone؛ زادهٔ ۱ ژانویهٔ ۱۹۲۶) بازیگر اهل ایتالیا است.
از فیلم‌هایی که وی در آن نقش داشته‌است، می‌توان به دختر روستایی زیبا، ممنوعه‌ترین دکامرون، دکامروتیکوس، زورو، انتقام‌جو، مرگ دوبار در می‌زند، دوست من، از روی درماندگی، جولیا، مردی به نام اسلج، زندگی شیرین، پاپریکا، اولیس، زیبا اما فقیر، بیا درباره زن‌ها حرف بزنیم، پونتیوس پیلاطس، شام، آدم و حوا، طلاق، کریکت، لازارلا، متروک، نجیب و بدجنس، طبقه هفتم، یک پزشک در خانواده، جووانونا شاسی‌بلند، اعترافات یک پلیس زن، راهبه آتش‌پاره، سنبله، ثور، جدی و با ببرها بازی نکنید اشاره کرد.